# Danh sách di sản văn hóa Tây Ban Nha được quan tâm ở hạt Berguedá (tỉnh Lérida)
Danh sách di sản văn hóa Tây Ban Nha được quan tâm ở hạt Berguedà (tỉnh Lérida).

## Các di sản theo thành phố

### G

#### Gósol
| Tên             | Dạng            | Địa điểm | Tọa độ                                        | Số hồ sơ tham khảo? | Ngày nhận danh hiệu? | Hình ảnh                         |
| --------------- | --------------- | -------- | --------------------------------------------- | ------------------- | -------------------- | -------------------------------- |
| Lâu đài Fraumir | Di tích Lâu đài | Gósol    | 42°11′25″B 1°41′51″Đ / 42,190191°B 1,69754°Đ  | RI-51-0006337       | 08-11-1988           | Upload image                     |
| Lâu đài Gósol   | Di tích Lâu đài | Gósol    | 42°14′02″B 1°39′38″Đ / 42,234023°B 1,660612°Đ | RI-51-0006336       | 08-11-1988           | Castillo de Gósol · Upload image |